# سیلند
شاهزاده‌نشین سیلند (به انگلیسی: Principality of Sealand) ریزکشوری کوچک و به رسمیت شناخته نشده می‌باشد که در فاصلهٔ ۱۰ کیلومتری از ساحل سافک، انگلستان، بر روی یکی از سکوهای دفاعی انگلستان در دریای شمال بنا نهاده شده‌است. از سکوهای دفاعی در زمان جنگ دوم جهانی استفاده می‌شده‌است.
در سال ۱۹۶۷ این تأسیسات توسط پَدی روی بِیتس، گویندهٔ پیشین رادیو، سرگرد ارتش و جمعی از دوستانش و خانوادهٔ او اشغال شد. او ادعا داشت که این تأسیسات یک دولت مستقل می‌باشد. بسیاری از مفسران به‌طور کلی سیلند را جزء ریزکشورها و بهترین نمونهٔ آن طبقه‌بندی می‌کنند.
سیلند به عنوان یک دولت مستقل توسط هیچ‌کدام از اعضای سازمان ملل پذیرفته نشده‌است و منتقدان در ایالات متحدهٔ آمریکا و آلمان اصرار دارند که این تأسیسات همیشه تحت فرماندهی دولت انگلستان بوده‌است.

## تاریخچه
در سال ۱۹۴۳، در جریان جنگ جهانی دوم، این سکو توسط بریتانیا مانند سکوهای دفاعی دیگر برای دفاع در برابر هواپیماهای مین‌ریز آلمان ساخته‌شد. این سکو شامل یک بنای فوقانی با دو برج توخالی می‌باشد که توسط یک عرشه بیکدیگر متصل شده‌اند. این سازه درون آب‌های بین‌المللی و در فاصلهٔ شش مایلی ساحل سافولک انگلستان واقع شده‌است. این استحکامات توسط ۱۵۰ تا ۳۰۰ نفر از اعضای ناوگان انگلستان در جریان جنگ جهانی دوم اشغال شد.

### اشغال توسط روی بیتس و کارکنان سیلند
در سپتامبر سال ۱۹۶۷ میلادی، این برج (با مساحت قابل سکونتی در حدود ۵۵۰ متر مربع) توسط سرگرد پدی روی بیتس اشغال شد.
در سال ۱۹۶۸ میلادی، نیروی دریایی انگلستان به منظور تعمیر راهنماهای شناور آبی وارد منطقه‌ای شد که بیتس ادعا می‌کرد قلمروی آبی او می‌باشد. مایکل بیتس، پسر پدی روی بیتس با آتش گشودن از روی برج بر روی کارگران کوشش کرد آن‌ها را بترساند. از آنجائیکه بیتس هنوز شهروند انگلستان بود به منظور پاسخگویی در مورد این حادثه به دادگاه در انگلستان خوانده شد. دادگاه انگلستان اعلام کرد از آنجائیکه این استحکامات سه مایل خارج از آب‌های انگلستان می‌باشد قابل طرح در این دادگاه نمی‌باشد.
در سال ۱۹۷۵ میلادی، بیتس اساسنامه، پرچم، سرود ملی، گذرنامه و واحد پول سیلند را معرفی کرد.

### بدست‌گیری کنترل با استفاده از زور
در سال ۱۹۷۸ میلادی، هنگامیکه بیتس در سیلند حضور نداشت، نخست‌وزیر سیلند، پروفسور الکساندر جی اشنباخ و تعدادی از اهالی آلمان به زور کنترل سیلند را بدست گرفتند و پسر بیتس، مایکل را اسیر کردند. بیتس پس از آن با استفاده از کمک ارتشی داوطلب و با استفاده از حملهٔ بالگرد توانست دوباره کنترل سیلند را بدست گیرد. او سپس مهاجمان را به عنوان اسیر جنگی نگه داشت. بیشتر اسیران بعد از اتمام ماجرا به کشورشان فرستاده شدند؛ ولی اشنباخ، وکیل آلمانی که گذرنامه سیلند را داشت به خیانت علیه سیلند متهم و مجبور به پرداخت ۳۵۰۰۰ دلار آمریکا شد. دولت‌های هلند و آلمان به دولت انگلستان برای آزاد کردن او شکایت کردند ولی دولت بریتانیا با توجه به تصمیم دادگاه در سال ۱۹۶۸ میلادی، از پذیرفتن هرگونه مسئولیتی خودداری کرد. سپس دولت آلمان سفیر خود در انگلستان را به سیلند فرستاد تا دربارهٔ آزادی اشنباخ مذاکره کند.
بعد از چند هفته مذاکره بیتس از مواضع خود کوتاه آمد و متعاقباً اعلام کرد که بازدید دیپلمات آلمانی دلیلی برای به رسمیت شناخته شدن سیلند توسط دولت آلمان شد.

### دههٔ ۹۰
در دههٔ نود، کشتی ماریتیم در دفاع از ادعایشان مبنی بر گسترش آب‌های قلمروی سیلند تا ۱۲ مایل دریایی بر روی آن آتش کرد.
در نتیجهٔ صدور شمار زیادی گذرنامه غیرقانونی سیلند (در حدود ۱۵۰٬۰۰۰ عدد)، در سال ۱۹۹۷ میلادی، خانوادهٔ بیتس تمامی گذرنامه‌های صادرشده حتی آن‌هایی که توسط خودشان در سی سال اخیر صادر شده بود را باطل اعلام کردند.

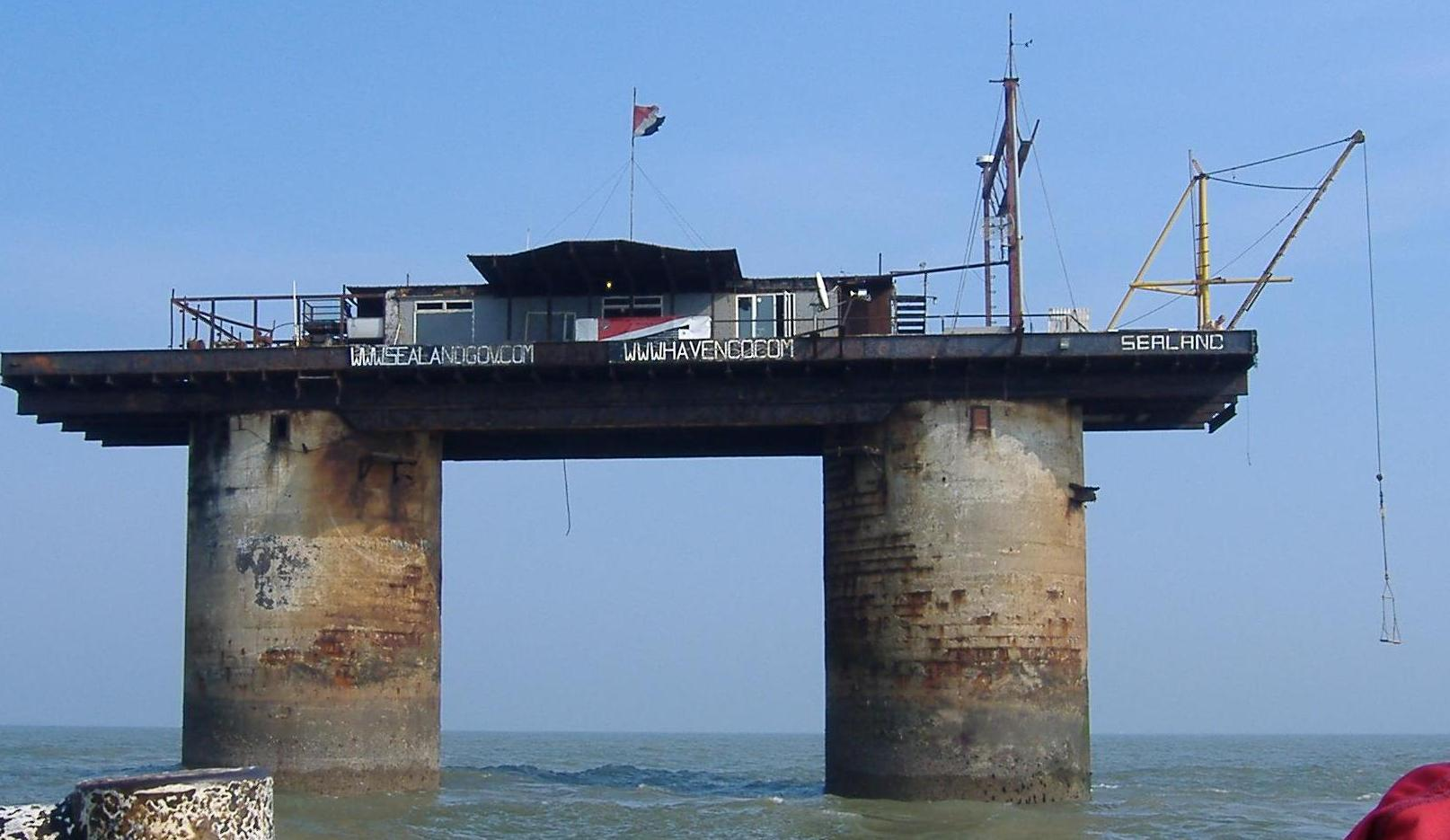